# 22140 Suzyamamoto
22140 Suzyamamoto è un asteroide della fascia principale. Scoperto nel 2000, presenta un'orbita caratterizzata da un semiasse maggiore pari a 2,7516638 UA e da un'eccentricità di 0,0989506, inclinata di 3,29820° rispetto all'eclittica.